# Sainte-Radégonde-des-Noyers
Sainte-Radégonde-des-Noyers é uma comuna francesa na região administrativa da Pays de la Loire, no departamento de Vendéia. Estende-se por uma área de 31,13 km². Em 2010 a comuna tinha 943 habitantes (densidade: 30,3 hab./km²).